# Trialeurodes rex
Trialeurodes rex là một loài côn trùng cánh nửa trong họ Aleyrodidae, phân họ Aleyrodinae.
Trialeurodes rex được Martin in Martin & Camus miêu tả khoa học đầu tiên năm 2001.